# بارتولومه استبان موریلو
بارتولومه استبان موریلو (اسپانیایی: Bartolomé Esteban Murillo‎؛ late دسامبر ۱۶۱۷; baptised ۱ ژانویه ۱۶۱۸ – ۳ آوریل ۱۶۸۲ (۶۴سال)) یک نقاش اهل سبیا اسپانیا بود.

## نگارخانه

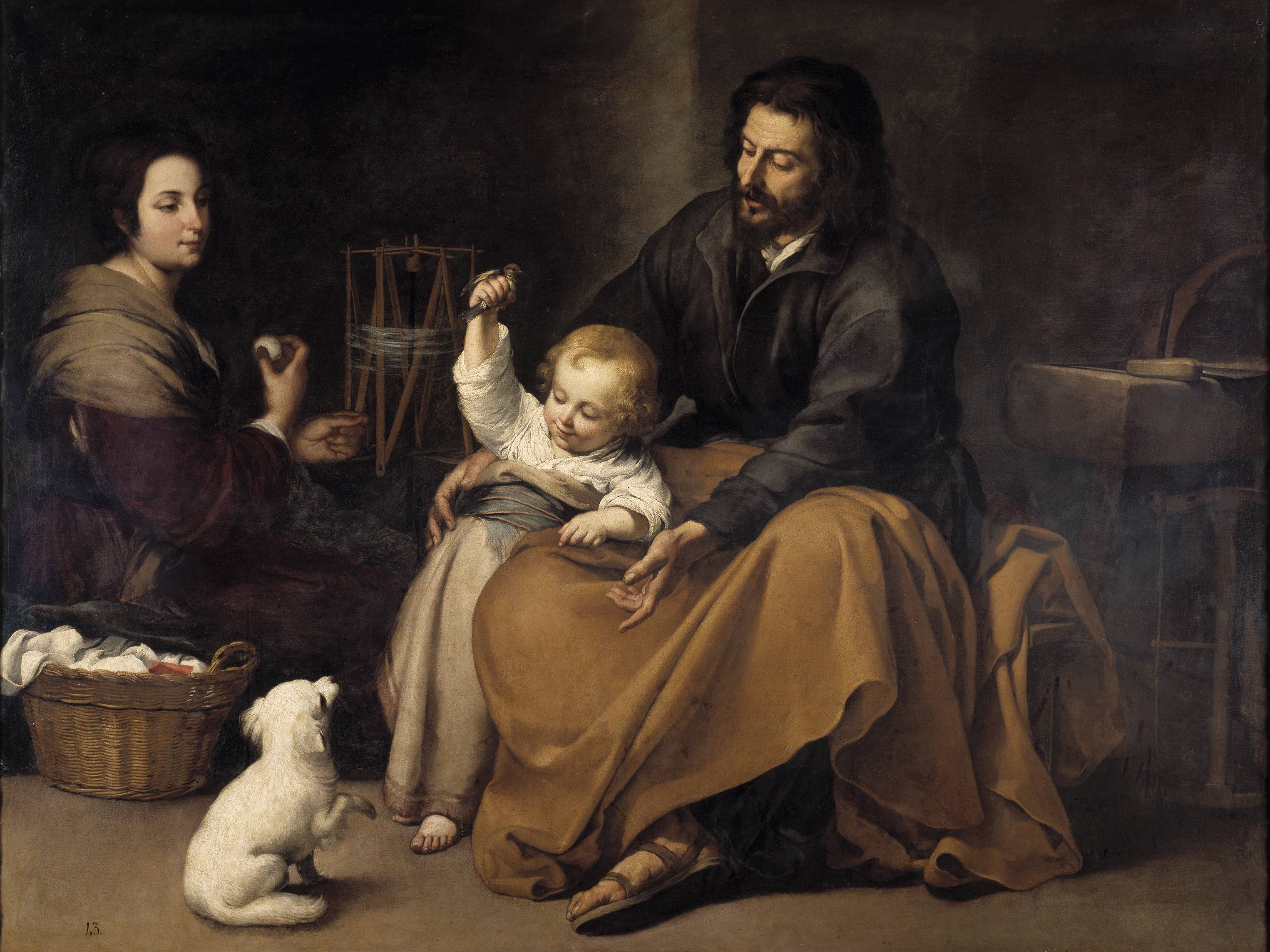
گنجشک و خانواده مقدس حوالی ۱۶۵۰ م. موزه دل پرادو
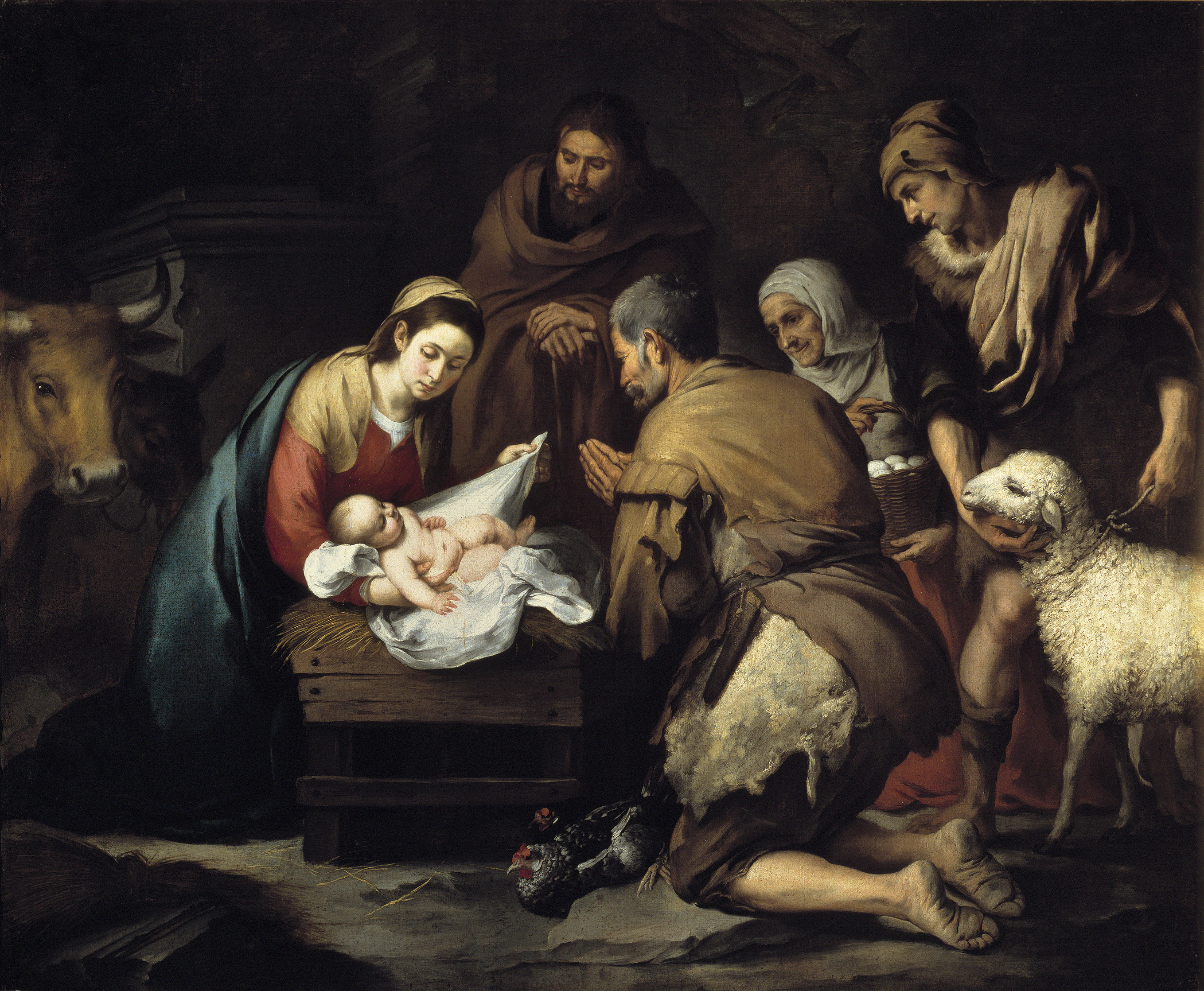
نیایش شبانان
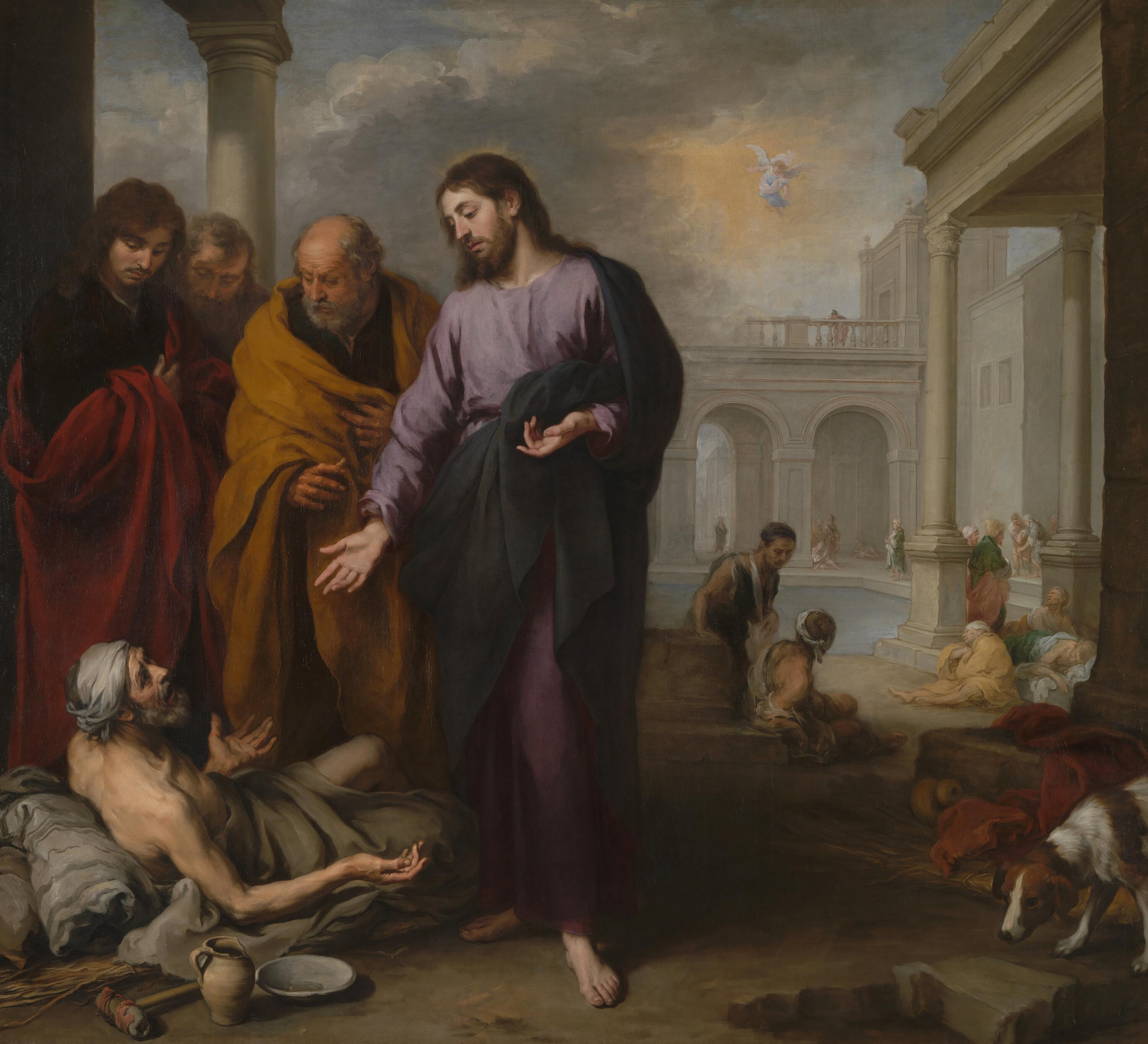
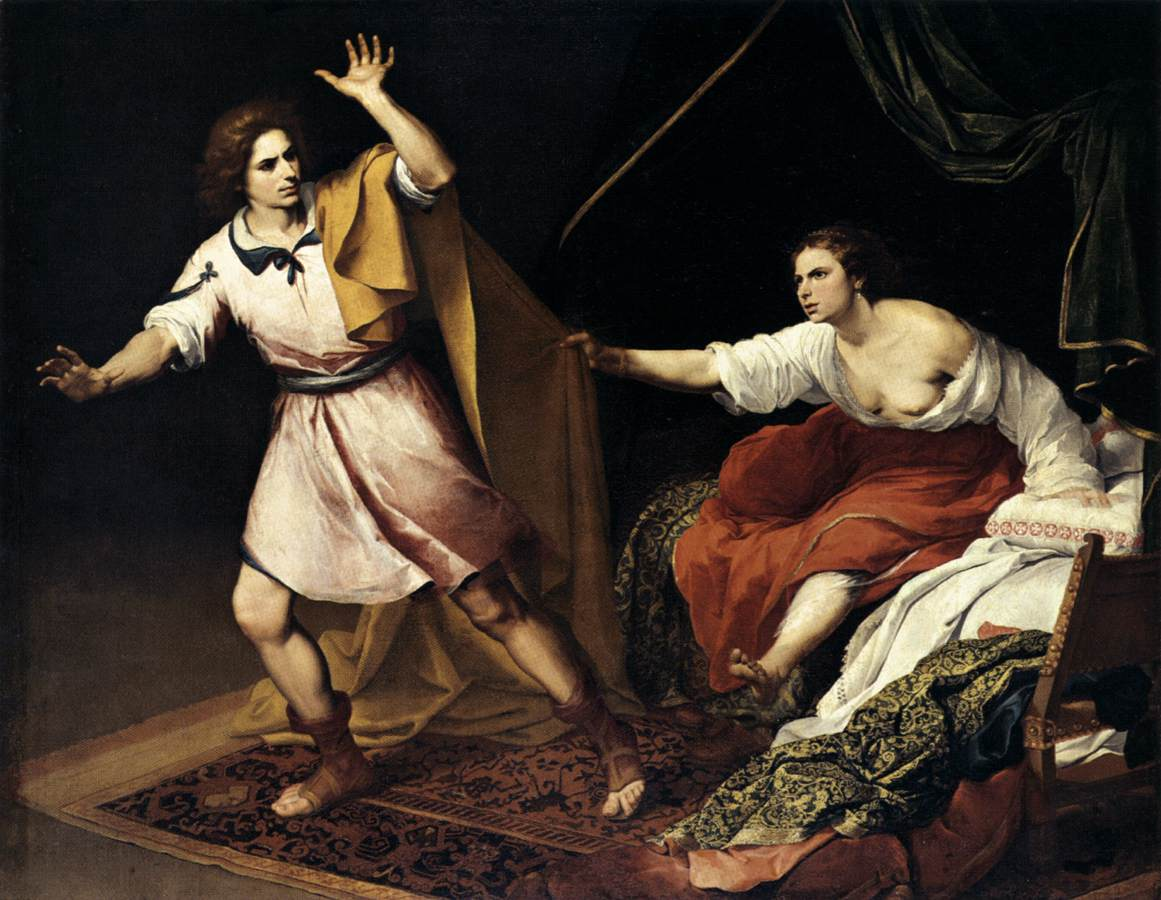
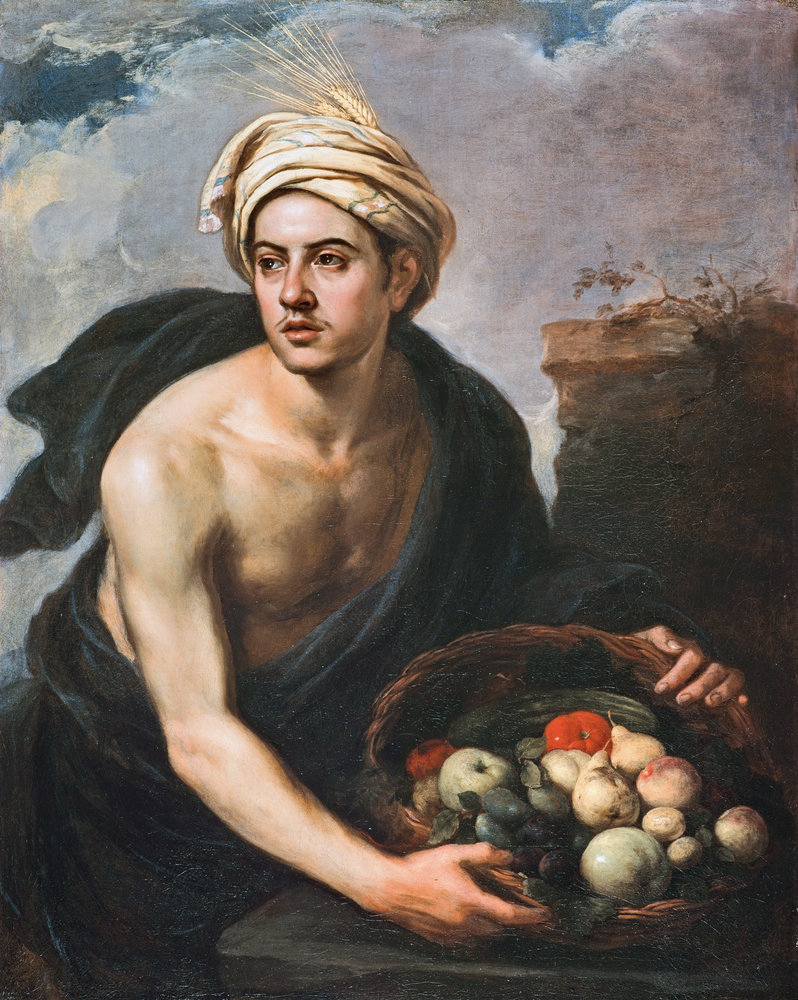
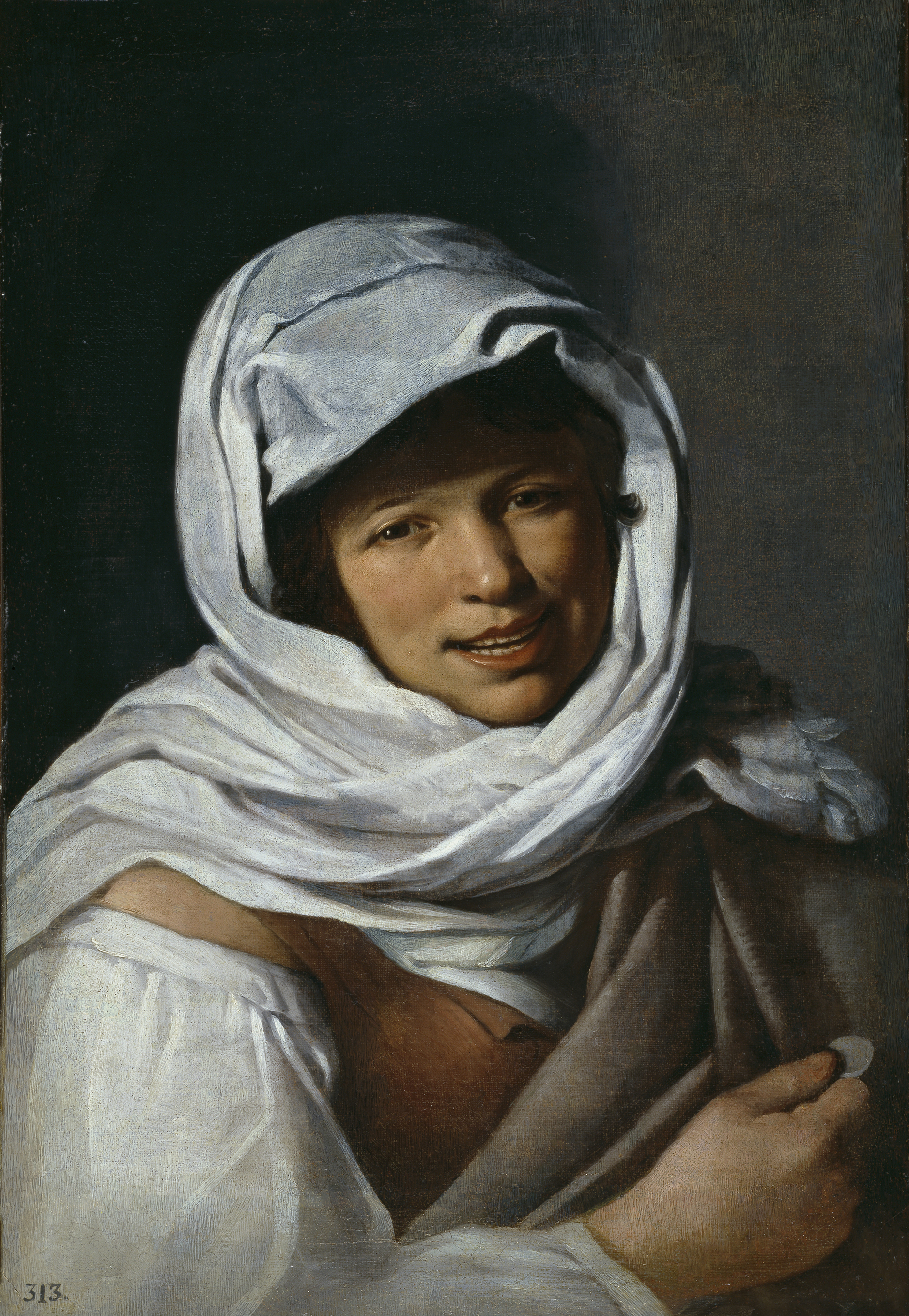
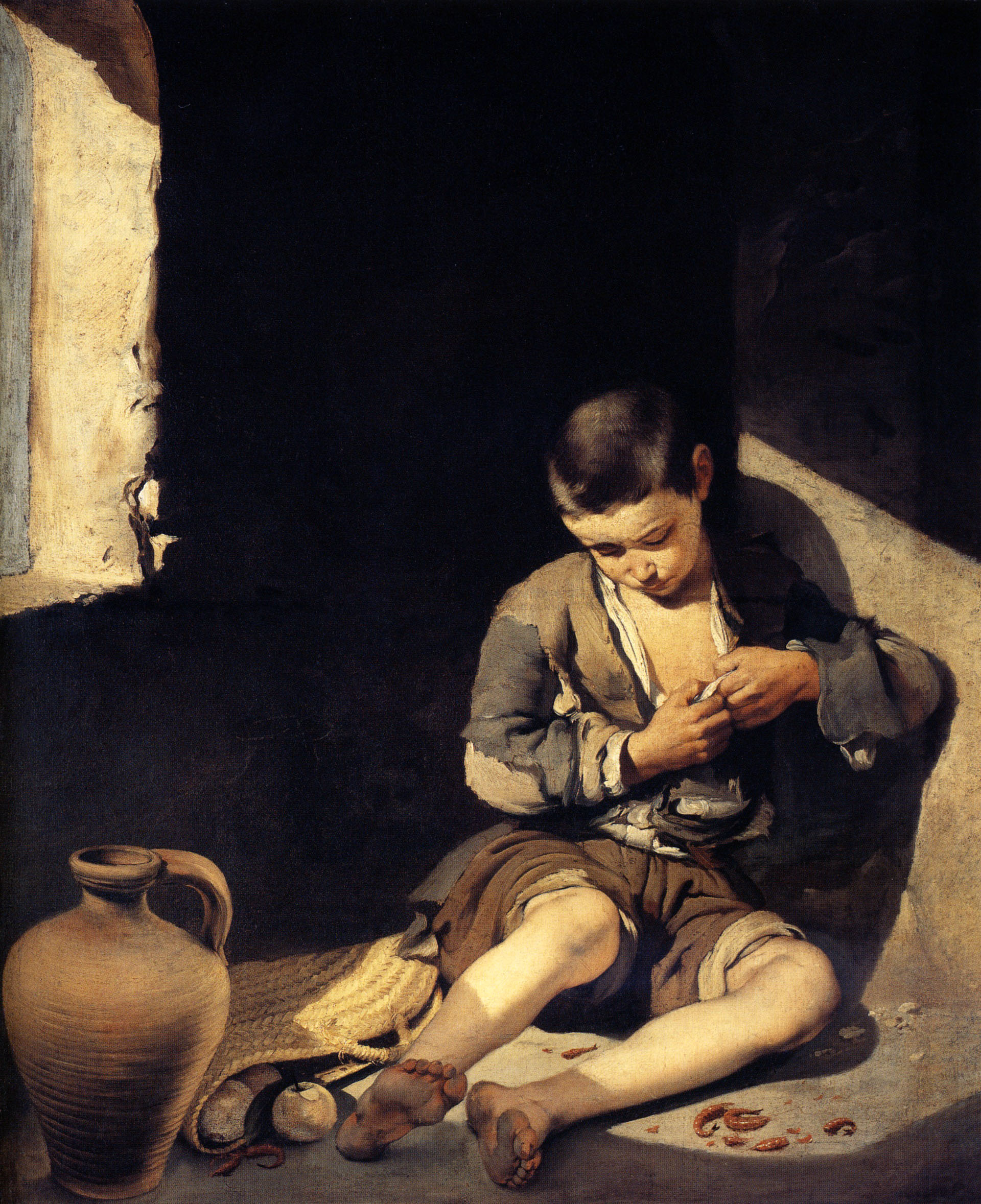
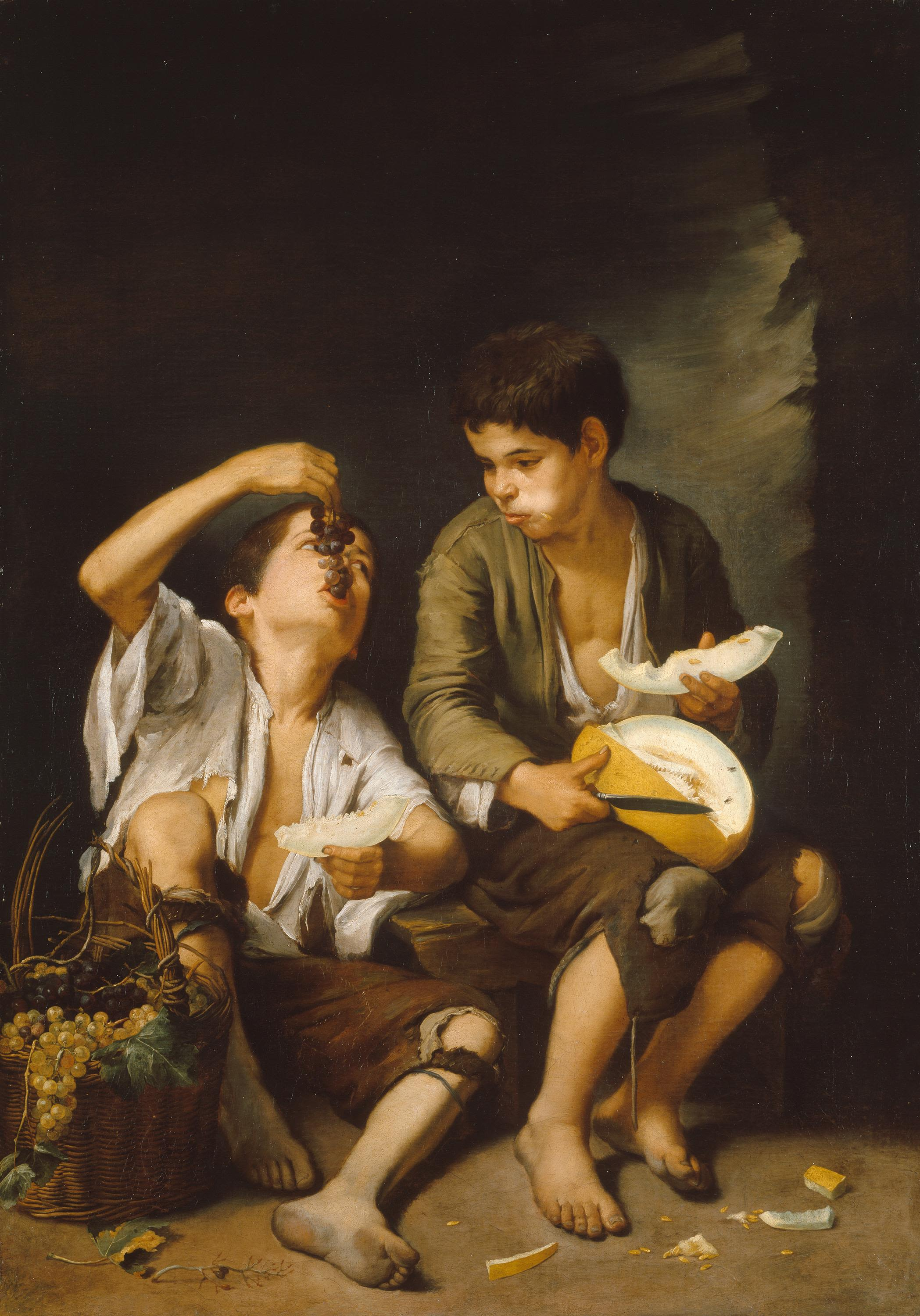
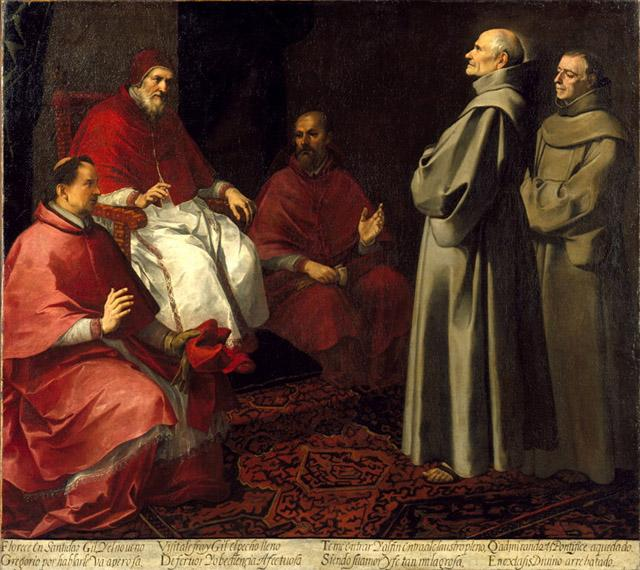
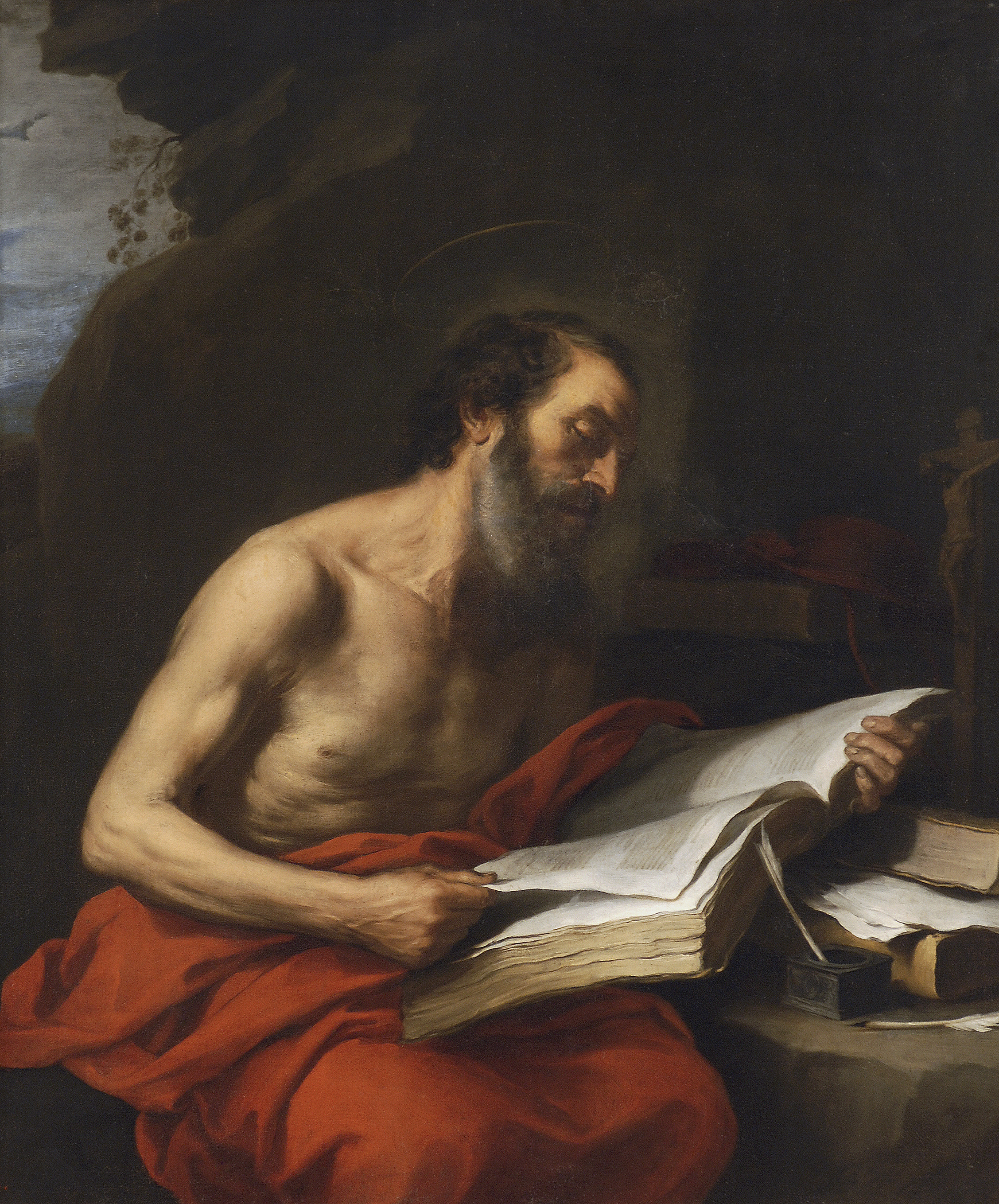
حوالی ۱۶۵۰ م.
موزه دل پرادو